# Симметричные лады
Симметричные лады в музыке — лады модального типа (см. Модальность), звукоряд которых образуется делением равномерно темперированной (12-полутоновой) октавы на одинаковые интервалы или их комбинации («ячейки»). 

## Общая характеристика

Симметричные лады. Источник: Музыкальный энциклопедический словарь. М., 1990, с.497-498. Цифрой 1 на схеме обозначен (равномерно темперированный) полутон, 2 — целый тон, 3 — триполутон, 4 – дитон, 5 – кварта.

Определение «симметричный» обозначает (только в данном контексте) специфическое свойство ладовых звукорядов — возобновляемость ячеек в структуре, например, блок триполутон+полутон «симметрично» заполняет октаву: 3+1 | 3+1 | 3+1. Обобщённый термин «симметричные лады», предложенный Ю.Н. Холоповым в 1970-х гг., используется только в русском музыкознании; в Европе и США ему близок термин «лады ограниченной транспозиции» (фр. modes à transposition limitée), предложенный О. Мессианом. В учении о гармонии Холопова одиннадцать симметричных ладов, у Мессиана их семь. 
Чаще других в академической музыке встречаются целотоновый, или увеличенный, лад, имеющий структуру  2 | 2 | 2 | 2 | 2 | 2, и уменьшённый лад со структурой 1+2 | 1+2 | 1+2 | 1+2 либо 2+1 | 2+1 | 2+1 | 2+1. Звукоряд уменьшённого лада известен также под названием «гамма Римского-Корсакова», в англоязычной традиции — «октатоника» (англ. octatonic scale).
Искусственность структуры звукорядов, с одной стороны, придаёт симметричным ладам экзотическое звучание (отсюда ограничение их этоса областью «сказочности», «инфернальности», метафизического «вечного сияния» и т.п.), с другой стороны, сильно ограничивает или даже делает невозможным модуляционное развитие и ведёт к ладовой статике. По этой причине какой-либо один избранный симметричный лад (за вычетом гемитоники, которую чаще считают интервальной системой, но не «ладом») не используется как единственный принцип звуковысотной организации целого. Чаще всего симметричные лады внедряются в гармонию конкретного музыкального произведения как модализмы, либо (в XX в.) комбинируются друг с другом и с другими техниками композиции. Примером может служить сцена боя Руслана с Черномором («Руслан и Людмила» Глинки, № 21), написанная в целом в рамках мажорно-минорной тональности (гармонии, характеризующей Руслана), с разнообразными и изобретательными вкраплениями увеличенного лада (гармонии, характеризующей Черномора).

## Исторический очерк
На Западе намеренно и систематически симметричные лады первым начал использовать Ф. Лист (например, в фортепианной сонате «По прочтении Данте» [1849] и в «Фауст-симфонии» [1856]), в России — М.И. Глинка (в опере «Руслан и Людмила» 1842 г.: Акт I, сцена похищения Людмилы, сцена поединка Руслана с Черномором и др.). Во второй половине XIX и начале XX вв. симметричные лады встречаются у А.С. Даргомыжского, особенно последовательно и многообразно — у Н.А. Римского-Корсакова, также у А.К. Лядова, А.Н. Скрябина, К. Дебюсси и раннего М.Равеля, А.Н. Черепнина. В первой половине XX в. чаще других к симметричным ладам обращались И.Ф. Стравинский и О. Мессиан, иногда также В. д'Энди, Б.Барток, Л.Даллапиккола и др. Симметричные лады также используются (наряду с другими модальными техниками) в джазе.